# Спинелли, Франческо (святой)
Святой Франче́ско (Франци́ск) Спине́лли (итал. Francesco Spinelli, 14 апреля 1853, Милан — 6 февраля 1913, Ривольта-д'Адда, Ломбардия) — итальянский католический священник, основавший монашескую конгрегацию «Адоратки Поклонения Святого Причастия».

## Биография
Родился в Милане 14 апреля 1853 года, но вскоре переехал с семьёй в Кремону. В детстве вместе с матерью часто навещал бедных и больных. Мать и дядя-священник Пьетро Кальяроли поддержали желание Спинелли посвятить жизнь религии, как и его друг и будущий святой Луиджи Мария Палаццоло, который учился в семинарии в Бергамо. Рукоположен в сан священника епископом Пьетро Луиджи Сперанцей в Бергамо 14 августа 1875 года; вскоре после этого отправился в Рим, чтобы принять участие в празднествах, устроенных папой Пием IX. По возвращении из Рима преподавал в вечерней школе, основанной Палаццоло, а также помогал своему дяде-священнику в приходской деятельности.
15 декабря 1882 года вместе с будущей святой Гертрудой Коменсоли основал «Конгрегацию Непрерывного Поклонения», целью которой было поклонение Святой Евхаристии и распространение почитания Святого Сердца Иисуса. Спинелли был вынужден покинуть организацию весной 1889 года после ряда неудачных решений и финансовых трудностей (в результате епископ решил разорвать связь Спинелли с орденом). Сильно переживая события в Бергамо, он перебрался в Ривольту-д’Адду в Кремоне без гроша в кармане и продолжил пастырскую деятельность. В 1892 году основал конгрегацию «Адоратки Поклонения Святого Причастия», которая в 1897 году получила одобрение епископа Кремоны Геремии Бономелли.
Скончался 6 февраля 1913 года. Его орден получил похвалу от папы Пия XI 11 декабря 1926 года, а 27 февраля 1932 года — полное папское одобрение. До сих пор действует в таких странах, как Аргентина и Сенегал, и по состоянию на 2005 год насчитывал более четырёхсот членов и 59 обителей.

## Почитание
Процесс канонизации Спинелли был открыт 25 января 1952 года, когда папа Пий XII провозгласил его слугой Божьим; 3 марта 1990 года папа Иоанн Павел II объявил его досточтимым. Вскоре после этого, 21 июня 1992 года, папа Иоанн Павел II беатифицировал Спинелли в Караваджо, Ломбардия. Папа Франциск причислил его к лику святых 14 октября 2018 года.
День памяти — 6 февраля.